# 五十幡亮汰
五十幡 亮汰（いそばた りょうた、1998年11月27日 - ）は、埼玉県行田市出身のプロ野球選手（外野手）。右投左打。北海道日本ハムファイターズ所属。

## 経歴

### プロ入り前
父親の影響で行田市立東小学校1年時に軟式野球を始め、6年時には東京ヤクルトスワローズジュニアでプレー。行田市立長野中学校在学中は、硬式野球のクラブチームである東京神宮リトルシニアに所属した。3年時には、藤平尚真・石原彪などと共に日本代表としてWBSC U-15ワールドカップに出場している。
その一方で、中学生時代には陸上短距離走の選手としても活躍。全国大会での優勝も経験していた（後述）ため、陸上競技部の顧問からは、陸上競技の強豪に当たる高校への入学を勧められていた。しかし、小学3年時に先立たれた実母との間で「将来はプロ野球選手になる」と約束していたことから、最終的には自身の意思で栃木県の佐野日本大学高等学校に進学。高校球界の強豪に数えられる硬式野球部へ入部した。入部後は、1年時夏の全国高等学校野球選手権栃木大会に外野のレギュラーとして出場したが、決勝で作新学院高等学校に敗れた。2学年先輩にオリックスの田嶋大樹がいたが、自身の在学中には甲子園球場の全国大会と無縁であった。
高校卒業後は中央大学法学部政治学科に進学し、1年春から外野のレギュラーに定着。東都大学野球リーグでは、2年秋と3年秋には外野手としてベストナインに選ばれる。硬式野球部の同期に牧秀悟がいた。
大学4年時（2020年）の9月10日にプロ志望届を日本学生野球協会へ提出し、10月26日に行われたプロ野球ドラフト会議において、北海道日本ハムファイターズから2位指名を受けた。指名の直前から実父・実姉と共に『ドラフト緊急生特番!お母さんありがとう』（TBSテレビ）スタッフの取材を受けていたため、指名の直後には同番組で生い立ちが紹介されたほか、生放送中に亡母や家族などに対する感謝の手紙を読み上げた。11月16日に契約金7000万円、年俸1100万円（推定）で仮契約を結んだ。背番号は50。

### 日本ハム時代
2021年は、一軍キャンプ序盤に左太腿裏の肉離れで二軍キャンプに合流。5月7日、特例2021の代替指名選手として初めて一軍登録された。5月9日にプロ初安打と初盗塁を記録。5月23日の埼玉西武ライオンズ戦でプロ初となる本塁打を記録。6月8日の阪神タイガース戦の守備中に左太腿を負傷し途中交代。左太腿裏の肉離れと診断され、6月9日に登録を抹消された。7月の二軍戦で復帰したが、肉離れを再発させて再び離脱し、9月8日の二軍戦で復帰した。9月28日に一軍登録。
2022年は、日本ハムの監督に就任した新庄剛志から「俊足の左打者を4番打者とする」構想を実現する選手として期待され、オープン戦では4番で出場することがあった。しかし、3月2日のオープン戦で腰の違和感を訴え途中交代され、札幌市内の病院で受けた検査で急性腰痛と診断された。4月6日、徳島・徳島市内の病院で経皮的内視鏡下腰椎椎間板ヘルニア摘出術を行い、実戦復帰まで3か月の見通しとなった。8月19日に二軍戦で復帰した。9月23日に同年初の一軍昇格を果たした。同日に行われた東北楽天ゴールデンイーグルス戦で「2番・中堅手」で即先発出場を果たすと、2打数2安打1盗塁の活躍を見せた。しかし、同シーズンは6試合の出場にとどまり、11月25日に100万円減の1050万円で契約を更改した。オフに広島東洋カープの秋山翔吾と自主トレーニングを行った。
2023年、5月6日の東北楽天ゴールデンイーグルス8回戦の1回の走塁中、左脚に違和感を覚え途中交代し、その後左ハムストリングス肉離れと診断された。当初は試合復帰まで約3週間の見込みだったが、同月24日の二軍横浜DeNAベイスターズ戦で実戦復帰した。7月28日のオリックス・バファローズ戦では、山下舜平大から2点適時打を放つなどの活躍で、プロ3年目で初のお立ち台に立った。9月16日には対福岡ソフトバンクホークス戦でセーフティバントを決めるも相手一塁手である井上とぶつかり、激しく転倒するアクシデントに見舞われ交代し、その後左脛骨骨挫傷と診断された。度重なる怪我がありながらも前年を超える70試合に出場し、リーグ5位の17盗塁を記録した。

## 選手としての特徴
50m走で最速5.6秒を記録したほどの俊足の持ち主で、中学3年夏の第40回全日本中学校陸上競技選手権大会では、100m走で10秒92、200m走で21秒81を記録し、サニブラウン・アブデル・ハキームを抑えて2種目で優勝した。この模様がNHK Eテレで中継されていたことや、後の2019年にサニブラウンが日本出身選手による100m走の最速記録（9秒97）を樹立したことから、メディアでは五十幡のことを「サニブラウンに勝った男」と称されることが多い。通算378盗塁を記録した荒木雅博も「すごいですよ。速さは群を抜いている」と称賛する。監督の新庄剛志も「勝利を持ってきてくれる1億円の足だね」と評価している。

## 人物
ニックネームは「いそ」。ポケモンカードのコレクションを趣味としており、北浦竜次にも影響を与えた。

## 詳細情報

### 年度別打撃成績
| 年 度     | 球 団     | 試 合 | 打 席 | 打 数 | 得 点 | 安 打 | 二 塁 打 | 三 塁 打 | 本 塁 打 | 塁 打 | 打 点 | 盗 塁 | 盗 塁 死 | 犠 打 | 犠 飛 | 四 球 | 敬 遠 | 死 球 | 三 振 | 併 殺 打 | 打 率 | 出 塁 率 | 長 打 率 | O P S |
| --------- | --------- | ----- | ----- | ----- | ----- | ----- | -------- | -------- | -------- | ----- | ----- | ----- | -------- | ----- | ----- | ----- | ----- | ----- | ----- | -------- | ----- | -------- | -------- | ----- |
| 2021      | 日本ハム  | 27    | 84    | 80    | 13    | 18    | 3        | 1        | 1        | 26    | 5     | 9     | 1        | 2     | 0     | 2     | 0     | 0     | 19    | 0        | .225  | .244     | .325     | .569  |
| 2022      | 日本ハム  | 6     | 16    | 14    | 0     | 4     | 0        | 0        | 0        | 4     | 1     | 3     | 1        | 0     | 0     | 2     | 0     | 0     | 6     | 0        | .286  | .375     | .286     | .661  |
| 2023      | 日本ハム  | 70    | 205   | 193   | 23    | 44    | 2        | 3        | 0        | 52    | 6     | 17    | 6        | 6     | 0     | 4     | 0     | 2     | 50    | 1        | .228  | .251     | .269     | .521  |
| 2024      | 日本ハム  | 94    | 127   | 112   | 38    | 18    | 2        | 1        | 0        | 22    | 3     | 18    | 9        | 8     | 0     | 6     | 0     | 1     | 34    | 1        | .161  | .210     | .196     | .406  |
| 通算：4年 | 通算：4年 | 197   | 432   | 399   | 74    | 84    | 7        | 5        | 1        | 104   | 15    | 47    | 17       | 16    | 0     | 14    | 0     | 3     | 109   | 2        | .211  | .243     | .261     | .504  |

- 2024年度シーズン終了時

### 年度別守備成績
| 年 度 | 球 団    | 外野  | 外野  | 外野  | 外野  | 外野  | 外野     |
| 年 度 | 球 団    | 試 合 | 刺 殺 | 補 殺 | 失 策 | 併 殺 | 守 備 率 |
| ----- | -------- | ----- | ----- | ----- | ----- | ----- | -------- |
| 2021  | 日本ハム | 23    | 38    | 0     | 0     | 0     | 1.000    |
| 2022  | 日本ハム | 5     | 10    | 1     | 0     | 0     | 1.000    |
| 2023  | 日本ハム | 63    | 136   | 4     | 2     | 1     | .986     |
| 2024  | 日本ハム | 77    | 89    | 4     | 1     | 0     | .989     |
| 通算  | 通算     | 168   | 273   | 9     | 3     | 1     | .989     |

- 2024年度シーズン終了時

### 記録
初記録
- 初出場：2021年5月7日、対東北楽天ゴールデンイーグルス7回戦（札幌ドーム）、9回表に中堅手で出場
- 初先発出場：2021年5月8日、対東北楽天ゴールデンイーグルス8回戦（札幌ドーム）、「1番・中堅手」で先発出場
- 初打席：同上、1回裏に田中将大から二ゴロ
- 初安打：2021年5月9日、対東北楽天ゴールデンイーグルス9回戦（札幌ドーム）、5回裏に早川隆久から遊撃内野安打
- 初盗塁：同上、5回裏に二盗（投手：早川隆久、捕手：太田光）
- 初打点：2021年5月14日、対福岡ソフトバンクホークス7回戦（札幌ドーム）、7回裏に石川柊太から右線適時三塁打
- 初本塁打：2021年5月23日、対埼玉西武ライオンズ9回戦（メットライフドーム）、7回表に宮川哲から右越ソロ

### 背番号
- 50（2021年[11] - ）

### 登場曲
- 「ドリームエクスプレス」FLOW（2021年 - ）
- 「電光石火」THE BLUE HEARTS（2022年 - 2023年）

### 代表歴
- U-15 アジアチャレンジマッチ2013
- 2024 WBSCプレミア12 日本代表